# شهر هوشمند

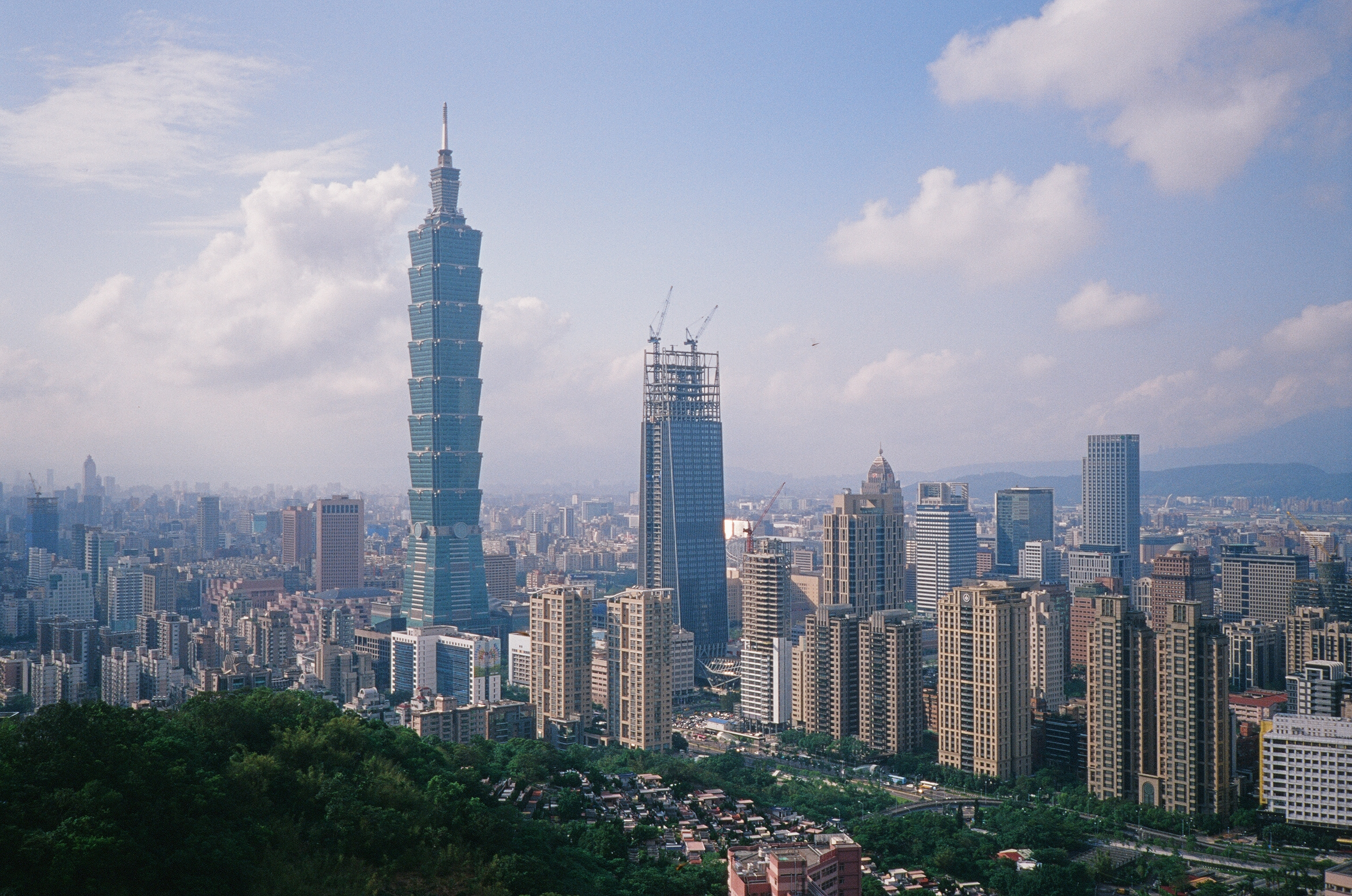
تایپه، پایتخت تایوان نمونه ای از یک شهر هوشمند.

شهر هوشمند (به انگلیسی: Smart city) یک منطقه شهری است که از انواع مختلف حسگرها و روش‌های الکترونیکی برای جمع‌آوری اطلاعات استفاده می‌کند. این اطلاعات سپس برای مدیریت کارآمد دارایی‌ها، منابع و خدمات شهری استفاده می‌شود. این فرایند، شامل جمع‌آوری اطلاعات از شهروندان، دستگاه‌ها و منابع شهری است که برای پایش و مدیریت ترافیک خودروها و سامانه‌های ترابری، نیروگاه‌های برق، تأسیسات شهری، شبکه‌های تأمین آب، مدیریت پسماند، کشف جُرم، سامانه‌های اطلاعاتی، مدارس، کتابخانه‌ها، بیمارستان‌ها و دیگر خدمات اجتماعی، آنالیز و پردازش می‌شود.
هدف از ایجاد شهر هوشمند، ادغام فناوری اطلاعات و ارتباطات (ICT) و دستگاه‌های فیزیکی مختلف متصل به شبکه اینترنت اشیاء (IoT) برای بهینه‌سازی فرایندهای شهری و خدمات‌دهی بهینه و ارتباط با شهروندان است. فناوری شهر هوشمند به مسئولان یک شهر اجازه می‌دهد به صورت مستقیم با جامعه و زیرساخت‌های شهری تعامل برقرار کرده و به نیازهای شهر و شهروندان پاسخ‌های فوری دهند.

## شهر هوشمند در شهرسازی
- مقدمه

شهر هوشمند به عنوان یک پارادایم نوین در حوزه شهرسازی برآمده است که از ادغام فناوری‌های پیشرفته، به ویژه فناوری اطلاعات و ارتباطات (ICT) با هوش مصنوعی، به منظور بهبود کارایی و کیفیت زندگی شهروندان بهره می‌برد. در این مقاله، به بررسی ویژگی‌ها و اثرات شهر هوشمند در حوزه شهرسازی خواهیم پرداخت.
- ویژگی‌ها و کاربردها:

1. اتصالات هوشمند
یکی از ویژگی‌های برجسته شهر هوشمند، اتصالات هوشمند است. این اتصالات شامل اینترنت اشیاء (IoT) و شبکه‌های 5G می‌شود که در حوزه شهرسازی به ارتقاء ارتباطات میان اجزای مختلف شهر و ارائه خدمات متنوع می‌پردازد.
2. مدیریت هوشمند ترافیک
شهر هوشمند با استفاده از سیستم‌های هوشمند ترافیک، به بهبود مدیریت و کنترل ترافیک شهری می‌پردازد. این اقدام باعث بهبود حرکت و افزایش بهره‌وری حمل و نقل عمومی و شخصی می‌شود.
3. مدیریت پایدار انرژی
شهر هوشمند به بهره‌گیری از فناوری برای مدیریت بهینه انرژی و انتقال به منابع انرژی تجدیدپذیر می‌پردازد. این اقدامات باعث کاهش مصرف انرژی، کاهش آلودگی و ارتقاء کیفیت زندگی شهروندان می‌شود.
4. امنیت شهری هوشمند
تکنولوژی‌های هوشمند در حوزه امنیت شهری مانند نظارت تصویری هوشمند و سیستم‌های اعلان اضطراری، به افزایش امنیت شهری و حفاظت از شهروندان کمک می‌کنند.
5. خدمات الکترونیکی شهری
شهر هوشمند خدمات الکترونیکی را به شهروندان ارائه می‌دهد. این شامل پرداخت‌های الکترونیکی، ثبت‌نام آنلاین، و دسترسی به اطلاعات شهری است که در فرایند شهرسازی بهبود می‌بخشد.
6- لوازم خانگی هوشمند و گسترش استفاده از آنها موجب رفاه بیشتر در شهرها شده است. چراغ های هوشمند، ساعت های هوشمند و تلویزیون هوشمند برخی از لوازم هوشمند موجود در خانه و آشپزخانه است.
- چالش‌ها و پیشرفت‌ها:

هرچند که شهر هوشمند باعث بهبود زندگی شهروندان می‌شود، اما چالش‌هایی نیز وجود دارد. از جمله این چالش‌ها می‌توان به حفظ حریم خصوصی، امنیت داده‌ها، و نیز دسترسی یکسان به فناوری اشاره کرد.
افزایش بهره‌وری: از طریق بهینه‌سازی استفاده از منابع و خدمات شهری.
حل مشکلات شهری: با تحلیل دقیق داده‌ها، مشکلات شهری مانند ترافیک و آلودگی محیطی می‌توانند بهبود یابند.
ارتقاء کیفیت زندگی: فراهم کردن خدمات بهتر، حمل‌ونقل موثرتر، و زندگی اجتماعی بهتر.
شهر هوشمند یک تصویر آینده‌نگرانه از شهرها است که با ادغام هوش مصنوعی و فناوری‌های دیگر، بهبود چشمگیری در زندگی شهروندان و مدیریت شهری ایجاد می‌کند.
حفظ حریم خصوصی: انبوه داده‌ها و اطلاعات جمع‌آوری شده در یک شهر هوشمند نیازمند مراقبت خاصی از حریم خصوصی شهروندان است.
امنیت داده‌ها: حفاظت از اطلاعات حساس در برابر حملات سایبری و دسترسی غیرمجاز یک چالش مهم است.
دسترسی یکسان: اطمینان از اینکه تکنولوژی به یک شکل عادلانه و برابر به تمام شهروندان دسترسی داشته باشد.
هماهنگی بین سازمان‌ها: نیاز به هماهنگی بین مختلف ادارات و سازمان‌ها در شهر به منظور بهره‌وری بهتر از فناوری هوشمند.
تعاریف استاندارد از شهر هوشمند
شهر هوشمند مطابق با استاندارد ITU-T
شهرهوشمند پایدار ، یک فضای شهری نوآورانه است که با استفاده از ICT و سایر ابزارها سعی بر افزایش کیفیت زندگی و بهبود خدمات شهری دارد. در کنار برآورده کردن این اهداف، شهر پایدار هوشمند باید منطبق با نیازهای نسل‌های فعلی و آینده در جنبه‌های مختلف اقتصادی، اجتماعی، زیست محیطی و فرهنگی باشد.
شهر هوشمند مطابق با استاندارد SAC
شهر هوشمند از فناوری اطلاعات و ارتباطات به عنوان ابزاری برای خدمت‌رسانی به شهروندان استفاده می‌کند. این مفهوم نوین به توسعه همگام تمام بخش‌های شهری و همچنین مدرن‌سازی کشاورزی کمک می‌کند.
شهر هوشمند مطابق با تعریف GSM
مفهوم شهر هوشمند به منظور بهبود پایدار کیفیت زندگی شهروندان از مشارکت دولت و شبکه‌های تلفن همراه استفاده می‌کند. این راه حل باعث ایجاد منافع زیادی برای کسب و کارها و شهروندان می‌شود. در یک شهر هوشمند داده‌های به دست آمده از تجهیزات و زیرساخت‌ها جمع آوری و پردازش شده و تصمیمات مهمی بر اساس آن‌ها در حوزه‌های مختلف شهری گرفته می‌‍شود.
در هر سه تعریف ارائه شده، سه اصل برای هر شهر هوشمند ضروری است.
1- قابلیت برقراری ارتباط: دستگاه‌های مختلف در شهرهای هوشمند باید به اینترنت دسترسی داشته باشند تا بتوانند اطلاعات را با یکدیگر به اشتراک بگذارند.
2- داده‌ها: بدون تولید داده، دستگاه‌ها میزان محدودی اطلاعات خواهند داشت. بنابراین تولید اطلاعات (داده، ویدیو، عکس و …) در شهر هوشمند یک ضرورت است.
3- مشارکت دولت: بدون حمایت بخش دولتی، شهرهای هوشمند همان اینترنت اشیا هستند. هر چند IoT بازاری جالب و در حال رشد دارد اما برای تبدیل شدن به یک شهر هوشمند واقعی، مشارکت بخش دولتی یک ضرورت است.
اهداف و ویژگی های شهر هوشمند
هدف اصلی شهر هوشمند، بهینه سازی فعالیت‌های شهری و ارتقای رشد اقتصادی در کنار بهبود کیفیت زندگی شهروندان است. ارزش یک شهر هوشمند به کارایی فناوری‌ها است و نه تعداد آن‌ها.
یک شهر هوشمند موفق زیرساختی قوی و بر پایه تکنولوژی دارد که امکان ایجاد ابتکارات محیطی را فراهم می‌کند. در این شهر حمل و نقل عمومی موثر و کارآمد است و برنامه‌های شهری به صورت مطمئن و پیشرو انجام می‌شود. برخی از ویژگی‌های این شهر عبارت‌اند از:
محیط هوشمند
شهرهای هوشمند دوستدار محیط زیست هستند و برای حفظ آن و مدیریت منابع انرژی تلاش می‌کنند. افزایش میزان فضای سبز، جلوگیری از جنگل‌زدایی و مقابله با آلودگی هوا از جمله اقداماتی است که در زمینه ایجاد محیط هوشمند انجام می‌شود.
حمل نقل هوشمند
سیستم حمل و نقل هوشمند یا ITS به مجموعه‌ای از مفاهیم و ابزارها اطلاق می‌شود که به صورت یکپارچه و به منظور بهبود عملکرد سیستم حمل و نقل مورد استفاده قرار می‌گیرند. دوربین‌های کنترل وضعیت، سیستم شناسایی خودکار ماشین‌ها، حمل و نقل عمومی یکپارچه و کارآمد و… از جمله راه حل‌های ITS است.
اقتصاد هوشمند
یکی از مولفه‌های اصلی شهرهای هوشمند، اقتصاد هوشمند است. منظور از اقتصاد هوشمند یا دیجیتال، استفاده از ICT برای تولید محصولات، خدمات و مدل‌های تجاری است. هوشمند سازی کسب و کارها و شهروندان در ایجاد یک اقتصاد پایدار و هوشمند بسیار موثر است.
حکمرانی هوشمند
هوشمند سازی در شهر هوشمند به نهادهای حاکمیتی و دولتی توسعه می‌یابد. شفافیت در حکمرانی، استفاده موثر از ظرفیت‌های فناوری اطلاعات برای رویدادهای مختلف و توسعه زیرساخت‌ها برای تعامل با شهروندان، از مهم‌ترین اهداف حکمرانی هوشمند است.
زندگی هوشمند
امکانات یک زندگی هوشمند مانند سلامت الکترونیک، ساختمان‌های هوشمند، امنیت، امکانات و تسهیلات مختلف آموزشی و فرهنگی و … در شهرهای هوشمند هوشمند باید وجود داشته باشد.
مردم هوشمند
شهروندان شهرهای هوشمند باید بدانند که داده‌های به دست آمده از آن‌ها به چه صورت مورد استفاده قرار می‌گیرد. مردم باید بدانند که مزایای این شهرها چیست و چگونه می‌توانند بهترین استفاده را از آن‌ها کنند. به عبارتی سواد دیجیتال شهروندان باید افزایش یافته و مردم “هوشمند” شوند.
انرژی هوشمند
با توجه به رشد جمعیت شهری و نیاز روزافزون به انرژی، توجه محققان به روشهای کاهش مصرف انرژی متمرکز شده  است .  سیستم‌های هوشمند در یک شهر باید میزان مصرف انرژی در بخش‌های مختلف را زیر نظر قرار داده و کنترل کنند. اطلاعات جمع‌آوری شده از سیستم‌های هوشمند مختلف می‌توانند در بلند مدت تا 30 درصد بازدهی انرژی را افزایش دهند.
یکی از راه های کاهش مصرف انرژی، استفاده از سیستم مدیریت انرژی EMS است. با کلیک روی لینک زیر می‌توانید راجع به این سیستم‌ها و نحوه استفاده از آن‌ها اطلاعات کسب کنید.
معرفی ابعاد شهر هوشمند
تکنولوژی شهر هوشمند از ابعاد و جنبه‌های مختلفی تشکیل شده است و در نظر گرفتن آن به عنوان یک رویکرد جامع ممکن نیست. همچنین تقسیم بندی شهر به ابعاد مختلف به پیشرفت هر بخش کمک می‌کند. بنابراین متخصصین این حوزه 4 بعد را برای این مفهوم در نظر می‌گیرند:
بعد اجتماعی و فرهنگی
این بعد اشاره به استفاده از فناوری اطلاعات و ارتباطات برای ایجاد یک شهر دیجیتال و بر پایه دانش دارد. اداره‌کنندگان شهرها باید در کنار توسعه تکنولوژی‌های مختلف، فرهنگ استفاده از آن‌ها را نیز ایجاد کنند. با افزایش آگاهی افراد و “دانش محور” شدن جامعه، مشارکت در بخش‌های مختلف بیشتر شده و شیوه زندگی و فعالیت افراد دچار تحول خواهد شد.
بعد اقتصادی
در بعد اقتصادی، هدف کاهش هزینه‌های فردی و اجتماعی در عین ارائه بهتر خدمات است. از مهم‌ترین دستاوردها در این بعد می‌توان به جذب گردشگران، گسترده‌سازی تجارت و روابط بین المللی، صرفه‌جویی در مصرف انرژی و کاهش هزینه حمل و نقل شهری اشاره کرد.
بعد امنیتی
یک بخش ضروری در شهر هوشمند، استقرار یکپارچه خدمات شهری و دولت الکترونیکی است. سیستم‌های هشدار هوشمند، نیروهای ویژه و پیش‌بینی حوادث پیش رو نیز مربوط به همین بعد هستند. بنابراین وجود شبکه‌های زیرساختی با پهنای باند مناسب برای تامین امنیت شهروندان ضروری است.
آشنایی با چهار گام اصلی در هوشمندسازی شهرها
شهرهای هوشمند چهار گام مهم را برای بهبود کیفیت زندگی و ایجاد رشد اقتصادی از طریق شبکه‌ای از دستگاه‌های متصل به هم و تکنولوژی‌ها طی می‌کنند. این گام‌ها به قرار زیر است:
جمع آوری داده ها
جمع کردن اطلاعات و داده‌های مورد نیاز توسط سنسورها و به صورت بلادرنگ انجام می‌شود.
تحلیل داده ها
برای به دست آوردن بینش لازم برای تصمیم گیری، داده‌های جمع‌آوری شده مورد بررسی دقیق قرار می‌گیرند.
مخابره داده‌ها
نتایج بررسی‌های انجام شده برای تصمیم‌گیری به مرکز کنترل فرستاده می‌شود تا تصمیم‌گیری لازم انجام گیرد.
اقدامات لازم
اطلاعات مفید مخابره شده و نتایج بررسی‌ها، منجر به اتخاذ تصمیماتی برای مدیریت بهتر شهر، بهبود کیفیت زندگی شهری و رضایت بیشتر شهروندان می‌شود.
چگونه تکنولوژی های شهر هوشمند به فرآیند شهر نشینی سرعت می دهد
در حال حاضر حدود نیمی از مردم جهان در شهرها زندگی می‌کنند و پیش‌بینی می‌شود که این میزان تا سال 2050 به بیش از 65% برسد. در نتیجه یکی از اهداف شهرهای آینده باید سرعت بخشیدن به فرایندهای شهر نشینی باشد.
نقش اینترنت اشیا در هوشمند سازی شهرها
اینترنت اشیا فرصت‌هایی را برای شهرها فراهم می‌کند تا با استفاده از اطلاعات، ترافیک را کنترل کنند، آلودگی را کم کنند، از زیرساخت‌ها بهتر استفاده کنند و در نهایت شهری امن و تمیز را برای شهروندان فراهم کنند.
می‌توان گفت در یک شهر هوشمند، اینترنت اشیا نقشی نامحدود دارد. چرا که در هر بخشی از ساخت و ساز گرفته تا آموزش و سلامت، راه‌کارهایی ارائه می‌دهد. این راه‌کارها منجر به تبدیل عناصر سنتی به نوع پیشرفته و هوشمند خود شده و به فرایند شهرنشینی سرعت می‌بخشند.
معرفی بهترین فناوری های بیسیم مورد نیاز در شهرهای هوشمند
در حال حاضر بهترین و جدیدترین فناوری بیسیم برای شهر هوشمند اینترنت 5G است. سرعت بالا، ثبات ارتباط، پوشش دهی و امنیت اینترنت 5G تمام چیزی است که یک شهر هوشمند کارآمد نیاز دارد. البته توسعه و پیشرفت شبکه‌های با دامنه بالا و مصرف کم (LPWAN) تقریبا نیاز یک شهر هوشمند را برطرف می‌کند.
معرفی بخش های اصلی یک شهر هوشمند
روشنایی هوشمند
در حال حاضر از سیستم روشنایی در شهرها به منظور روشن کردن مسیرها و تامین امنیت شهروندان استفاده می‌شود. سیستم روشنایی هوشمند مجهز به سنسورهایی برای جمع آوری داده است. با تحلیل اطلاعات به دست آمده می‌توان در کنار کاربرد گفته شده کارایی خدمات را بهبود بخشید و مصرف انرژی را مدیریت کرد.
پارکینگ هوشمند
امروزه پارکینگ‌ها بخش مهمی از فضای شهری هستند. بنابراین باید نهایت استفاده از این فضا را برد. مدیریت فضا، پرداخت راحت، تبلیغات، راهنمای پارک خودرو و … تنها برخی از ویژگی‌های استفاده از پارکینگ هوشمند در فضای شهری است. در نتیجه حجم ترافیک شهری کم شده و در وقت و هزینه شهروندان صرفه‌جویی می‌شود.
کشاورزی هوشمند
مشکلاتی نظیر کمبود غذا و اهمیت صرفه‌جویی در مصرف آب باعث ظهور مفهوم کشاورزی هوشمند شدند. اما می‌توان برای استفاده حداکثری و بهینه سازی فضاهای شهری، کشاورزی هوشمند شهری داشت. با روش‌های مدرن موجود مانند آکواپونیک، هیدروپونیک و … می‌توان کشاورزی را با کیفیت بسیار بالا درون کانتینرها یا روی پشت بام ساختمان‌ها در شهر هوشمند انجام داد.
مدیریت هوشمند ضایعات
از چالش‌های اصلی هر کلان‌شهر، مدیریت حجم عظیم ضایعات تولید شده است. در یک شهر هوشمند از سیستم مدیریت هوشمند ضایعات استفاده می‌شود که کمترین ضرر را برای محیط زیست دارد و با دفع اصولی زباله‌ها و بازیافت مواد ارزشمند سطح سلامت جامعه را افزایش می‌دهد. به علاوه این سیستم دخالت نیروی انسانی را به حداقل میرساند.
ساختمان هوشمند
برای آن که اهمیت ساختمان‌ هوشمند مشخص شود باید گفت که بدون ساختمان‌های هوشمند نمیتوان یک شهر هوشمند داشت. چرا که ساختمان‌ها اجزای تشکیل دهنده یک شهر هستند و برای ساخت یک مجموعه هوشمند، نیاز است که هر جز با دیگری در تعامل باشد. این ساختمان‌ها هستند که وظیفه اصلی مدیریت هوشمند انرژی، پسماندها، فضای شهری و حفظ محیط زیست را بر عهده دارند.
عناصر ضروری در موفقیت شهرهای هوشمند
نتایج مطالعات و بررسی‌ شهرهای هوشمند مختلف نشان می‌دهد که 7 عنصر زیر در بین شهرهای هوشمند موفق، مشترک هستند:
تمرکز بر توسعه همه‌جانبه شهر، در مقابل توسعه حوزه‌ای
رویکرد شهروندمداری
هم جهت کردن برنامه توسعه با طرح‌های دولتی و بهره بردن از حمایت آن‌ها
چشم‌انداز بلند مدت
اولویت قرار دادن پایداری زیست محیطی
مشارکت بخش‌های دولتی و خصوصی
توسعه پایگاه داده‌ها و پلتفرم‌های گسترده
شهر هوشمند و نحوه کسب در آمد
شهر هوشمند را می‌توان بستری برای درآمدزایی پایدار دانست. علاوه بر صرفه‌جویی و کاهش هزینه‌های شهر و شهروندان، بخش‌های مختلف شهر هوشمند می‌توانند برای کسب درآمد استفاده شوند. به عنوان مثال با کشاورزی هوشمند، محصولات با کیفیت در هر کجای شهر قابل برداشت هستند و می‌توان حتی از فضای پشت بام نیز برای درآمدزایی استفاده کرد.
شهرهای هوشمند مختلف از راه‌کارهای ابتکاری برای ایجاد درآمد استفاده می‌کنند. به عنوان مثال می‌توان به کیوسک‌های کانزاس سیتی اشاره کرد. در خیابان‌های این شهر هوشمند کیوسک‌هایی با نقشه، اطلاعات شهر و … نصب شده است. این کیوسک‌ها از چند روش باعث درآمدزایی می‌شوند. فروش بلیط برای رویدادهای مختلف، اجاره فضای تبلیغاتی و استفاده از داده‌های افراد و تحلیل و فروش آن‌ها به کسب و کارهای دیگر برخی از راه‌های کسب درآمد این کیوسک‌ها هستند، و این در حالی است که خرید و نصب آن‌ها هزینه چندانی نداشته است.
روش دیگر ایجاد درآمد ساده است و پیاده‌سازی آن صرفا نیاز به مدیریت داده‌ها دارد. امروزه بسیاری از افراد اطلاعات خود را به صورت اختیاری در وبسایت‌های مختلف قرار می‌دهند. تمایل به انجام کارهای بانکی ، پر کردن فرم‌ها و حتی تعویض پلاک خودرو به صورت آنلاین روز به روز در حال افزایش است. بسیاری حاضرند بابت انجام کارها به این روش و کاهش تردد، مبلغی هم بپردازند. اما حتی اگر این خدمات به صورت کاملا رایگان ارائه شوند، می‌توان از آن‌ها کسب درآمد کرد. برای رسیدن به این هدف دولت باید اطلاعات را مدیریت کرده و به داده‌های قابل استفاده و مفید و در نهایت قابل ارائه به سایرین جهت فروش تبدیل کند.
- جمع‌بندی:

شهر هوشمند به عنوان یک رویکرد نوین در حوزه شهرسازی، با ارائه یک ساختار هوشمند و یکپارچه، می‌تواند به بهبود کارایی سیستم‌های شهری و بهبود کیفیت زندگی شهروندان منجر شود. این مفهوم با بهره‌گیری از توانایی‌های فناوری به شکلی کارآمد و پایدار، به توسعه پایدار و هوشمندانه شهرها کمک می‌کند.

## چارچوب‌ها
ایجاد، ادغام و استفاده از قابلیت‌های شهر هوشمند نیاز به مجموعه ای منحصر به فرد از چارچوب‌ها برای تحقق بخشیدن به کانون‌های فرصت و نوآوری در پروژه‌های شهر هوشمند دارد. چارچوب‌ها را می‌توان به ۵ بعد اصلی تقسیم کرد که شامل چندین دسته مرتبط با توسعه شهر هوشمند است:

### چارچوب فناوری
یک شهر هوشمند وابستگی زیادی به توسعه فناوری دارد. ترکیبات مختلفی از زیرساخت‌های فنی با یکدیگر تعامل می‌کنند تا آرایه ای از فناوری‌های شهر هوشمند را، با سطوح مختلف از تعامل بین انسان و سیستم‌های فناورانه تشکیل دهند.
- دیجیتال: در یک شهر هوشمند برای اتصال افراد و دستگاه‌ها، به یک زیرساخت خدمات گرا نیاز داریم. این زیرساخت‌ها، شامل خدمات نوآوری و ارتباطی است.[۱۱]
- هوشمند: فناوری‌های شناختی، مانند هوش مصنوعی و یادگیری ماشین، می‌توانند با استفاده از داده‌های تولید شده توسط دستگاه‌های متصل به شهر برای شناسایی الگوها آموزش ببینند.
- فراگیر: شهر فراگیر، شهری است که امکان دسترسی به خدمات عمومی از طریق هر دستگاه متصلی فراهم است.[۱۲]
- اتصال سیمی: اجزای فیزیکی سیستم‌های IT برای توسعه شهر هوشمند در مراحل اولیه بسیار مهم است. زیرساخت‌های سیمی برای پشتیبانی از اینترنت اشیا و فناوری‌های بی‌سیم برای زندگی بهم پیوسته تر مورد نیاز است.[۱۳] یک محیط شهری سیمی، دسترسی عمومی به زیرساخت‌های دیجیتال و فیزیکی که مداوماً به روز می‌شوند را فراهم می‌کند.[۱۴][۱۵]
- هیبرید: یک شهر هیبرید، ترکیبی از شهر فیزیکی اصلی و دنیای مجازی مرتبط به فضای فیزیکی است.[۱۶]
- شهر اطلاعات: دستگاه‌های متعدد تعاملی در یک شهر هوشمند، مقدار زیادی داده تولید می‌کند. نحوه تفسیر و ذخیره آن اطلاعات برای رشد و امنیت شهر هوشمند بسیار مهم است.[۱۷]

### چارچوب انسانی

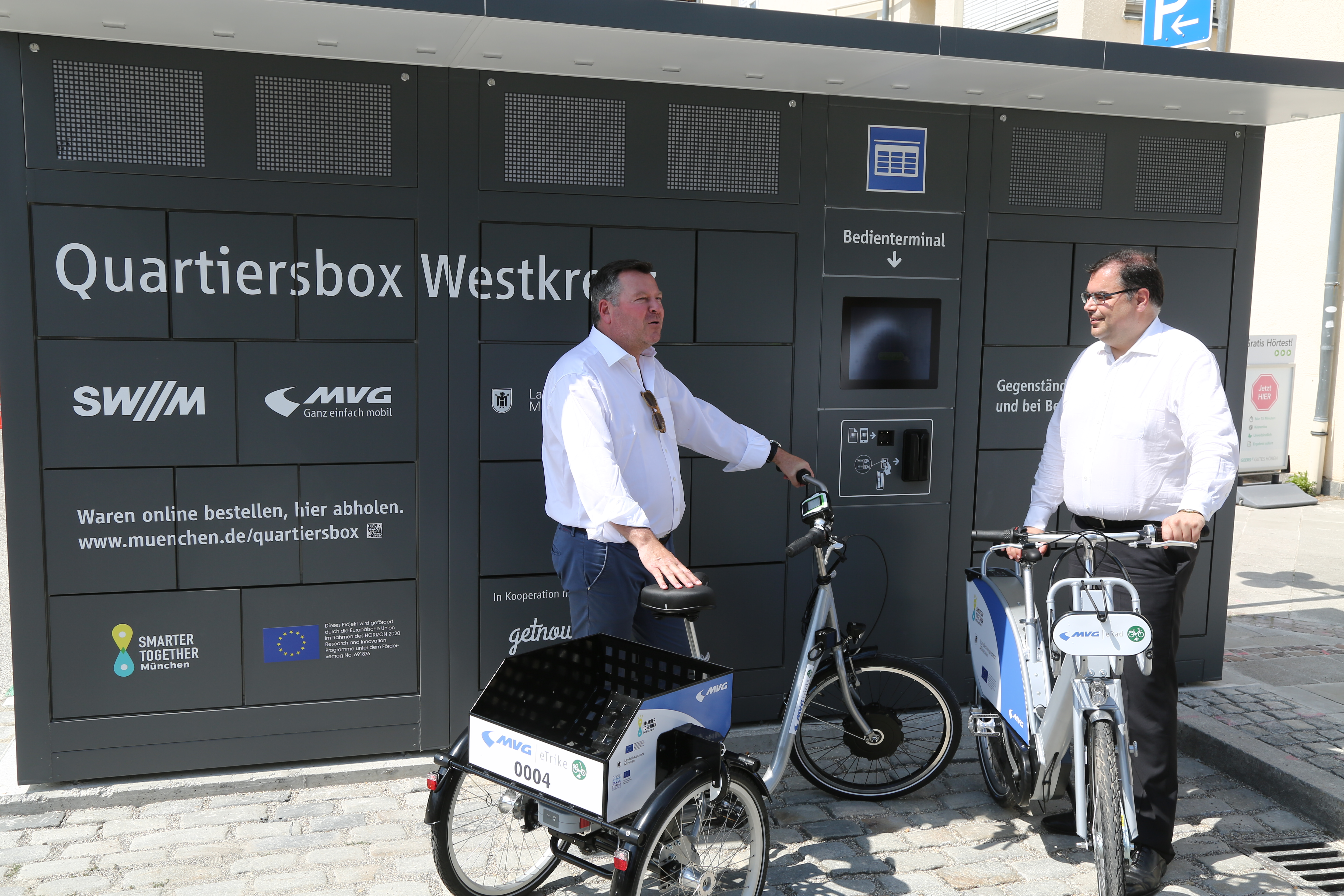
پروژه "Smarter together" در مونیخ: افتتاح یک جعبه محلی برای انتقال مرسوله‌ها و اشتراک تجهیزات باهم.

ابتکارات شهر هوشمند تأثیرات مثبتی بر کیفیت زندگی شهروندان و بازدید کنندگان دارد که قابل اندازه‌گیری است. چارچوب انسانی یک شهر هوشمند - اقتصاد، شبکه‌های دانش و سیستم‌های پشتیبانی انسانی - شاخص مهمی برای موفقیت آن است.
- خلاقیت: ابتکارات هنری و فرهنگی از حوزه‌های اصلی تمرکز در برنامه‌ریزی شهر هوشمند است.[۲۰][۲۱] نوآوری با کنجکاوی فکری و خلاقیت همراه است و پروژه‌های مختلف نشان داده‌اند که دانشمندان در ترکیبی متنوع از فعالیت‌های فرهنگی و هنری شرکت می‌کنند.[۲۲][۲۳]
- یادگیری: از آنجا که تحرک یک حوزه اصلی در توسعه شهر هوشمند است، ایجاد نیروی کار توانمند از طریق ابتکارات آموزشی ضروری است.[۱۹] ظرفیت یادگیری یک شهر شامل سیستم آموزشی آن، شامل آموزش و پشتیبانی نیروی کار موجود، و توسعه و تبادل فرهنگی آن است.[۲۴]
- انسانیت: بسیاری از پروژه‌های شهر هوشمند بر توسعه زیرساخت‌های نرم مانند افزایش دسترسی به سازمان‌های داوطلبانه و مناطق امن تعیین شده تمرکز دارند.[۲۵] این تمرکز بر سرمایه اجتماعی و رابطه ای به معنای تنوع، شمول و دسترسی همه جا به خدمات عمومی برای برنامه‌ریزی شهر است.[۱۵]
- دانش: توسعه اقتصاد دانش بنیان در پروژه‌های شهر هوشمند نقش اساسی دارد.[۲۶] شهرهای هوشمند که به دنبال فعالیت اقتصادی در بخشهای نوظهور فناوری و خدمات هستند، بر ارزش نوآوری در توسعه شهر تأکید می‌کنند.[۱۵]

### چارچوب انرژی
شهرهای هوشمند از داده‌ها و فناوری، برای ایجاد کارایی، بهبود پایداری، ایجاد توسعه اقتصادی و افزایش عوامل کیفیت زندگی برای افرادی که در شهر زندگی و کار می‌کنند، استفاده می‌کنند. این همچنین بدان معنی است که این شهر زیرساخت‌های انرژی هوشمندتری دارد.
یک شهر هوشمند از «اتصالات هوشمند» برای موارد مختلف مانند روشنایی خیابان، ساختمان‌های هوشمند، منابع انرژی توزیع شده (DER)، تجزیه و تحلیل داده‌ها و حمل و نقل هوشمند استفاده می‌کند. در میان این موارد، انرژی از بالاترین اهمیت برخوردار است؛ به همین دلیل شرکت‌های تأسیساتی نقشی اساسی در شهرهای هوشمند دارند. شرکت‌های الکتریکی، مشارکت کاری با مقامات شهری، شرکت‌های فن آوری و تعدادی دیگر از موسسات از مهم‌ترین بازیگرانی هستند که به تسریع رشد شهرهای هوشمند آمریکا کمک می‌کنند.

## نمونه‌های موردی
سیاست‌گذاری‌های عمده و موفقیت‌های قابل توجهی در زمینهٔ هوش کالبدی شهرها در مقالات مربوط به جایزهٔ فروم جامعه ی هوشمند در سال‌های ۱۹۹۹ تا ۲۰۱۰ ثبت شده‌است. شهرهایی مثل سونگدو و سوون و محلهٔ گنگنم از شهر سئول (کرهٔ جنوبی)، استکهلم (سوئد)، واترلو در اونتاریو و کلگری در آلبرتا (کانادا)، تایپه (تایوان)، میتاکا (ژاپن)، گلاسکو (اسکاتلند)، شهر نیویورک و لاگرانج از جورجیا (ایالات متحدهٔ آمریکا)، و در نهایت سنگاپور همه از شهرهایی بوده‌اند که برای تلاش‌های شان در زمینهٔ اضافه کردن شبکه‌های پرسرعت و خدمات الکترونیکی که به پایدار کردن محیط‌های خلاق، رشد و همگانی شدن شهر کمک می‌کرده‌اند، از آن‌ها تقدیر شده‌است.
برخی شهرها به‌طور فعال، در حال حرکت به سمت اجرایی کردن تدابیر هوشمند سازی هستند، من جمله:

### آمستردام

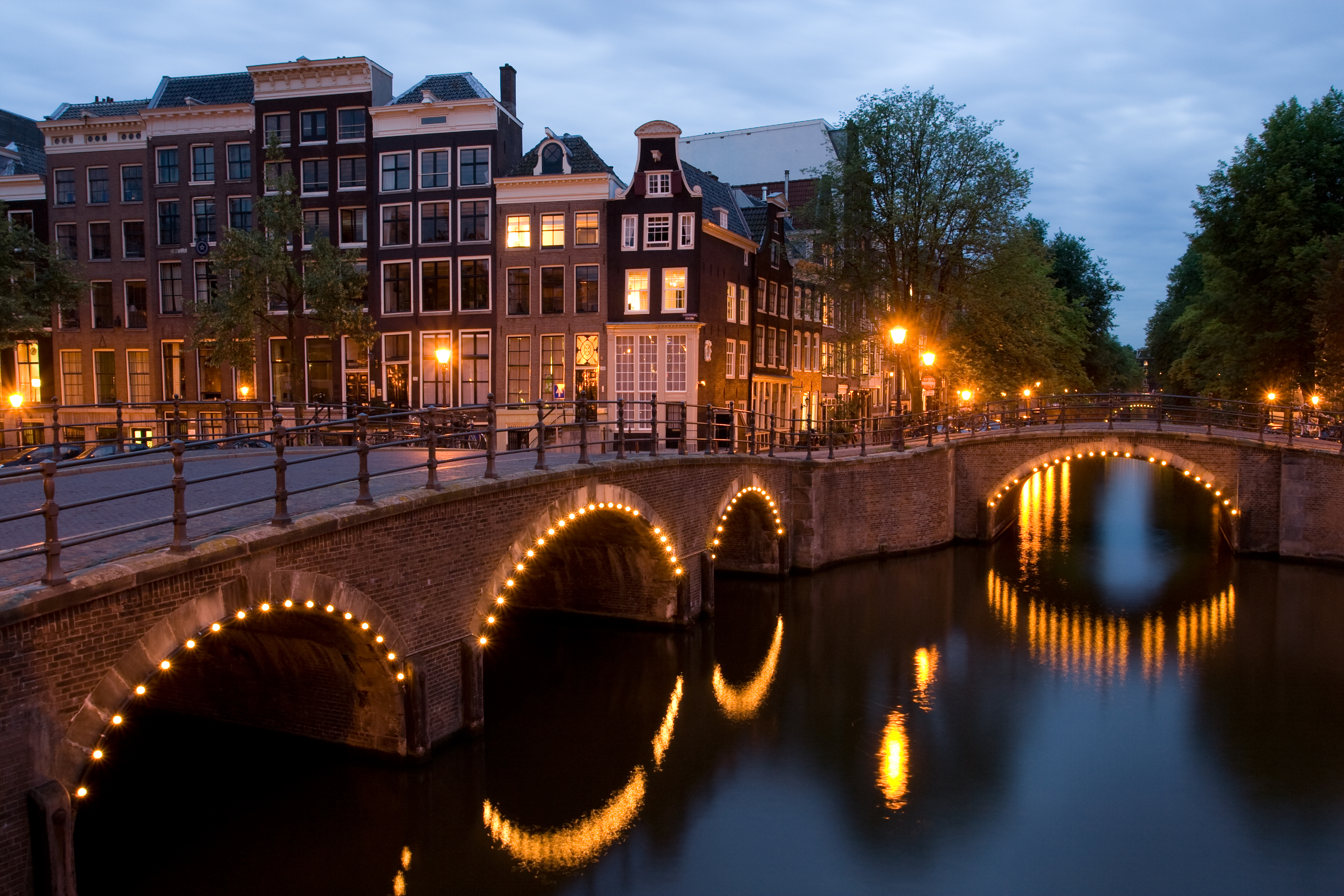
چراغ‌های شهر آمستردام ارتقاء داده شده‌اند تا به شوراهای شهر اجازه دهند که بر اساس میزان رفت‌وآمد مردم به صورت پیاده، نور چراغ‌ها را کم و زیاد کنند.

دستورالعمل آمستردام برای شهر هوشمند که از سال ۲۰۰۹ اجرایی شده‌است، امروز شامل بیش از ۱۷۰ پروژه است که با همکاری شهروندان، دولت و شرکت‌ها ایجاد شده‌اند. در حال حاضر این پروژه‌ها روی یک شبکهٔ به هم پیوسته از وسایل بی‌سیم اجرا می‌شود تا توانایی شهر برای اتخاذ تصمیم‌های به موقع (real-time decision making) را بهبود ببخشد. شهرداری آمستردام ادعا می‌کند که هدف این پروژه‌ها کم کردن ترافیک، صرفه جویی در مصرف انرژی، و بالا بردن امنیت عمومی است.
برای تشویق عموم مردم برای همکاری با این پروژه، شهرداری هر سال مسابقهٔ شهر هوشمند آمستردام را برگزار می‌کند که در آن طرح‌های پیشنهادی برای اپلیکشن‌ها و طرح‌های توسعه ای که در چهارچوب سیاست‌های کلی شهر بگنجند، پذیرفته می‌شوند. یکی از نمونه‌های اپلیکیشن‌های نوشته شده توسط شهروندان، Mobypark است - اپلیکیشنی که به صاحبان پارکینگ‌ها اجازه می‌دهد که جای پارک خصوصی شان را برای مبلغی، به شهروندان دیگر اجاره دهند. در مرحلهٔ بعد، اطلاعات جمع‌آوری شده از این اپلیکیشن توسط شهرداری مطالعه می‌شود تا نسبت عرضه و تقاضای پارکینگ در مناطق مختلف آمستردام را بررسی کنند و بر اساس آن توزیع خدمات را بهبود ببخشند.
همچنین تعدادی از خانه‌های شهر به کنتورهای برق هوشمند مجهز شده‌اند که به صورت خودکار به خانه‌هایی که مصرف برق خود را کاهش دهند مشوق‌های مالی می‌دهد. پروژه‌های دیگر، شامل چراغ‌های شهری قابل کنترل (smart lighting) است که به مقامات شهری اجازه می‌دهد که روشنایی چراغها را کنترل کنند و هر جا که ترافیک به صورت زنده در حال رصد است و اطلاعات مختلف راجع به زمان رفت‌وآمد از مسیرهای مختلف یا میزان ترافیک روی نمایشگرهای شهری در حال نمایش است، رفت‌وآمد را به صورت هوشمند مدیریت نمایند.

### بارسلونا
ظاهراً احتمال اینکه بارسلون تبدیل به یک شهر هوشمند شود کمتر از بقیهٔ شهرها است. اگر چه این شهر به عنوان محلی برای فعالیت‌های اقتصادی بین‌المللی شناخته شده و در حال تبدیل شدن به پایتخت تجاری اروپای جنوبی است، اما فقط دو دهه است که در اقتصاد خود تغییر موضع داده؛ زیرا تا به حال شدیداً بر صنعت متکی بوده‌است. این رشد سریع باعث شده که بارسلون در موقعیت مهم sunbelt (کمربند آفتاب) در طول banana blue در اروپا قرار گیرد. بارسلون برخلاف آمستردام، معرف ویژگی‌های کل ملت خود نیست. این شهر از دیر باز با دولت اسپانیا رابطهٔ مستحکمی داشته و پروژة خود را جدا از دیگر تلاش‌های رخ داده در اسپانیا می‌داند. در نتیجه بارسلون از نظر نفوذ باند پهن و میزان سرمایه‌گذاری روی فناوری اطلاعات و ارتباطات، پیشتر و جلوتر از دیگر جوامع مستقل اسپانیا است.

### نیویورک
شهر نیویورک در حال توسعه تعدادی از ابتکارات شهر هوشمند است. برای نمونه می‌توان از سری کیوسک‌های خدمات شهری در شبکه LinkNYC نام برد. این خدمات شامل WiFi رایگان، تماس‌های تلفنی، ایستگاه‌های شارژ دستگاه، راه‌یابی محلی و موارد دیگر است که هزینه آن از طریق تبلیغاتی که در صفحه‌های کیوسک پخش می‌شود، تأمین می‌شود.
کانادا
در کشور کانادا تحقیقات زیادی برای شهر هوشمند تاکنون انجام شده‌است و کسب و کارهای بسیاری به زندگی دیجینالی و سنسورها روی آورده‌اند. از نمونه‌های آن می‌توان به سطل زباله‌های هوشمند اشاره کرد که با استفاده از سنسورهای مختلف، به اندازه‌گیری سطح زباله‌ها و ارسال اعلان به اپراتورها جهت انجام فرایند تخلیه کمک می‌کند.